# Flyvestation Kagerup
Flyvestation Kagerup var i årene 1955 - 1982 en kaserne / militærlejr ved Gribskov på Nordsjælland. Kasernen blev bygget 1955 i landsbyen Kagerup med en placering op ad skoven og tæt på Kagerup Station.
Flyvestationens formål var at betjene flyradarstation Multebjerg beliggende inde i Gribskov. Oprindelig blev kasernen og radarstationen kaldt Flyverdetachement Kagerup. I 1957 ændredes navnet til Flyverdetachement 501, og i 1970 fik enheden betegnelsen Flyvestation Kagerup, mens selve radarstationen blev benævnt Eskadrille 501 (under KVG = Kontrol- og Varslingsgruppen). I en periode fra 1970 var Flyvevåbnets Kontrol- og Varslingsskole placeret på flyvestation.
Da Flyvestation Kagerup og Eskadrille 501 blev nedlagt i 1982, blev radarstation Multebjerg underlagt Eskadrille 500 Vedbæk.
Kagerup kaserne blev betegnet som en smuk og moderne kaserne efter den tids forhold. Der var bl.a. fritidslokaler og sløjdsal.
Efter 1982 blev kasernen / lejren i en periode fra oktober 1984 brugt som asylcenter / flygtningelejr (lejr for asylansøgere), drevet af Dansk Røde Kors.
Lejren blev i 1996 overtaget af Luthersk Mission, som nu driver stedet som Lejrcenter HvideKilde. Centret bruges til Luthersk Missions egne lejraktiviteter, og det udlejes til menigheder og skoler mv. En af bygningerne er fast udlejet til udflytterbørnehaven ’Raketterne’ fra Gullfossgade i København (på Amager).
Til kasernen hørte en fodboldbane, som også kunne bruges som helikopterlandingsplads. Fodboldbanen findes endnu, men altså nu som en del af HvideKilde Centret.